# Spathodus marlieri
Spathodus marlieri és una espècie de peix de la família dels cíclids i de l'ordre dels perciformes.

## Morfologia
- Els mascles poden assolir 10 cm de longitud total.[1][2]

## Alimentació
Menja microorganismes.

## Hàbitat
És una espècie de clima tropical entre 25 °C-27 °C de temperatura.

## Distribució geogràfica
Es troba a Àfrica: nord del llac Tanganyika.